# Lycosa sylvatica
Lycosa sylvatica este o specie de păianjeni din genul Lycosa, familia Lycosidae. A fost descrisă pentru prima dată de Roewer, 1951.
Este endemică în Algeria. Conform Catalogue of Life specia Lycosa sylvatica nu are subspecii cunoscute.